# Storena vicaria
Storena vicaria är en spindelart som beskrevs av Kulczynski 1911. Storena vicaria ingår i släktet Storena och familjen Zodariidae. Inga underarter finns listade i Catalogue of Life.